# Zoran Pančić
Zoran Pančić, född den 25 september 1953 i Novi Sad i Serbien, är en jugoslavisk roddare.
Han tog OS-silver i dubbelsculler i samband med de olympiska roddtävlingarna 1980 i Moskva.